# صندلی آرایشگاه

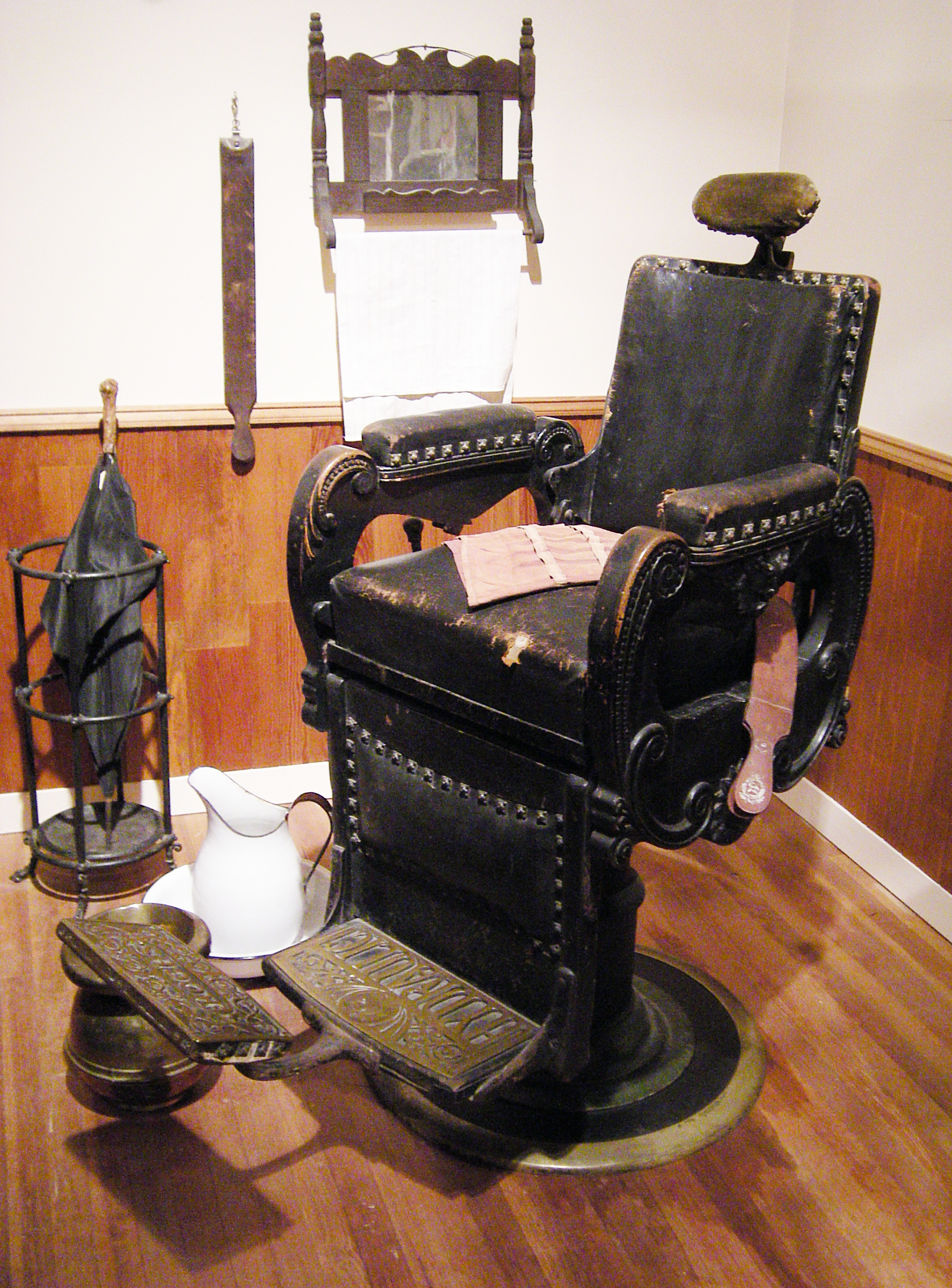
نوعی صندلی آرایشگاه در بازسازی یک پیرایشگاه از دهه ۱۸۸۰.

صندلی آرایشگاه (به انگلیسی: barber chair) نوعی صندلی هست که برای استفاده مشتریان آرایشگاه یا پیرایشگاه طراحی شده هست.

## ساختار
صندلی آرایشگاه معمولا ارتفاعی قابل تنظیم دارد. این‌کار با جک پایی یا اهرم دستی کنار صندلی انجام می‌شود. همچنین صندلی آرایشگاه، جهت شستشوی مو و اصلاح، قابلیت چرخش و برگشت به عقب را دارد. جنس این صندلی معمولا از فلز و چرم هست؛ و وزن نسبتا بالایی دارد.
انواع پیشرفته و گران‌قیمت صندلی آرایشگاه امکاناتی از قبیل پشت سری و زیرپایی قابل تنظیم دارد و قیمت آن به ۲۵۰۰ دلار نیز می‌رسد.

## تاریخچه
برای اولین بار صندلی آرایشگاه حدودا در سال ۱۸۵۰ در کارخانه تولید شد. 
صندلی آرایشگاه ساخته شده در دوره جنگ داخلی آمریکا ویژگی‌های مشابه زیادی با نمونه‌های امروزی دارد؛ مانند تودوزی و زیرپایی.
اولین صندلی آرایشگاه یک تکه و با پشتی متحرک در سال ۱۸۷۸ به ثبت اختراع رسید.